# Alucita capensis
Alucita capensis là một loài bướm đêm thuộc họ Alucitidae. Loài này có ở Nam Phi.